# 楊乃武與小白菜 (1990年電視劇)
杨乃武与小白菜是源自于“清末四大奇案”之一杨乃武与小白菜的故事改编而成的电视剧。这部电视剧在20世纪90年代在中国大陆播放时曾轰动一时，家喻户晓，至今被认为是经典电视剧。此版本着重表现吏治的腐败，使人记忆深刻。有位观众这么描述“该剧让我第一次看到了酷刑的惨烈，记忆最深的就是小白菜双手被夹上夹板，直至昏死过去，看得心里直发颤”。剧中的歌词“小白菜 泪汪汪
从小没了爹和娘”“小白菜 泪汪汪 苦水比那溪水长”也令观众印象深刻。
这部戏的出演也令当时还只是越剧演员的陶慧敏一举成名，其扮演的小白菜的也成为很有代表性的苦情剧人物形象。

## 剧情
故事发生在清朝末年，姿色出众的毕秀姑，被人唤作“小白菜”，其丈夫患病而死，却被当地县令刘锡彤诬为与杨乃武通奸谋害亲夫，并且对小白菜和杨乃武酷刑逼供，最终屈打成招。但是杨乃武的家人不服，多次向上伸冤，又恰逢朝廷政治斗争的机遇，杨乃武、小白菜因此大难不死，得到昭雪。 

## 演员
- 陶慧敏 饰 小白菜(毕秀姑)
- 孙启新 饰 杨乃武
- 张闽   饰 杨乃武姐姐
- 汪俊   饰 刘子和
- 魏宗万 饰 杨昌浚
- 魏啟明 饰 醇亲王

## 音乐
1. 主题曲-小白菜
2. 长恨歌
3. 乌纱怨-阎维文
4. 问
5. 盼
6. 一片痴情化云烟
7. 片头曲-既曾相爱-陈海燕
8. 片尾曲-小白菜-陈海燕

## 周边
- 《杨乃武与小白菜》8VCD版
- 《杨乃武与小白菜》2DVD版